# BMW M21
Der BMW M21 ist ein Sechszylinder-Reihen-Dieselmotor des bayerischen Motorenherstellers BMW. Der Motor mit Wirbelkammereinspritzung wurde aus dem Ottomotor M20 entwickelt und ab März 1983 im oberösterreichischen Steyr in Serie für BMW produziert. Die Ablösung erfolgte ab 1991 durch den Nachfolgemotor M51. Insgesamt wurden 174.407 Einheiten gebaut, der letzte M21 wurde am 17. Dezember 1992 montiert.

## Hintergrund
Im Zuge der Ölkrise in den 1970er-Jahren entschied BMW, einen Motor zu entwickeln, der einen Kompromiss zwischen Leistung und niedrigem Verbrauch darstellt. 1974 lizenzierte BMW zunächst das FM-Direkteinspritzungs-Verfahren für Dieselmotoren der MAN. Ab 1975 stellte BMW ein Entwicklerteam zusammen, das aus dem M20-Ottomotor einen Dieselmotor entwickelte, allerdings nicht mit Direkt-, sondern mit Wirbelkammereinspritzung. Im Herbst 1978 wurde der erste Prototyp des M21-Motors der Presse vorgestellt. Seine technischen Daten entsprechen bereits dem des späteren Serienmodells. Auf der Frankfurter Internationalen Automobil-Ausstellung 1983 wurde der erste E28 524td vorgestellt, der vom M21-Motor angetrieben wurde. Der 5er erreichte eine Höchstgeschwindigkeit von 180 km/h und sprintete von 0 auf 100 km/h in 12,9 Sekunden. Damit war der E28 die schnellste in Serie gefertigte, von einem Dieselmotor angetriebene Limousine der Welt. Der Kraftstoffverbrauch dieses E28 lag bei 7,1 Litern auf 100 km. 1986 stellte Bosch das erste elektronische Steuergerät für Dieselmotoren Bosch EDC (Electronic Diesel Control) vor, der M21 für den E30 324td war der erste Dieselmotor weltweit, der dieses System erhielt. Dieses System verwendete zudem ein elektronisches Gaspedal. Der E28 wurde bis Ende 1987 mit mechanischer Verteilereinspritzpumpe gebaut.

## Aufbau und Technik

Funktionsprinzip der Kraftstoffeinspritzung des BMW M21

Der M21 ist ein wassergekühlter Sechszylinder-Reihenmotor aus Grauguss mit OHC-Ventilsteuerung und Wirbelkammereinspritzung. Der Zylinderkopf ist nach dem Querstromprinzip konstruiert. Die Nockenwelle wird über einen Zahnriemen angetrieben, und betätigt jeweils zwei Ventile pro Zylinder. Weiters treibt die Nockenwelle auch die Ölpumpe über eine Nebenwelle an. Im Vergleich zum M20-Motor hat der M21 verstärkte Pleuel, Kolben, Ventile, einen verstärkten Zylinderkopf sowie eine verstärkte, siebenfach gelagerte Kurbelwelle mit zwölf Gegengewichten. Der M21 wurde mit einem Instant Start genannten System ausgerüstet, das die Vorglühzeit im Vergleich zu vergleichbaren Dieselmotoren reduziert. Die Leerlaufdrehzahl wird temperaturabhängig geregelt. Die Kraftstoffeinspritzung wird in von 1983 bis 1987 gebauten Varianten mechanisch und in ab 1987 gebauten aufgeladenen Varianten des M21-Motors von einem digitalen Motorsteuergerät gesteuert, das für ein besseres Drehmoment als die konventionelle Einspritzungssteuerung sorgt. Die Einspritzpumpe ist eine Verteilereinspritzpumpe der Type Bosch VE 6/10. Als Stellgrößen für die Bestimmung der Einspritzmasse und des Einspritzzeitpunktes werden unter anderem der Saugrohrdruck und die Kühlwassertemperatur herangezogen. Der Motor hat eine Schubabschaltung. In den turboaufgeladenen Varianten ist ein Abgasturbolader der Type Garrett AiResearch T 03 eingebaut, der eine Ladedruckregelung mit Wastegate hat. Eine Rückkühlung hat der M21 nicht. Die Motorvarianten mit digitalem Steuergerät hat einen etwas kleineren Turbolader, der das Ansprechverhalten verbessert. Um den Stickoxidausstoß zu verringern, hat der M21 eine Abgasrückführung. 1985 legte BMW den M21-Motor als Sauger nach, der besonders in Ländern mit hoher Kfz-Steuer beliebt war. Der Saugmotor erhielt das digitale Motorsteuergerät erst 1989. Beim aufgeladenen M21 liegen 85 % des maximalen Drehmoments bei 1700 min−1 an. Zusätzlich zum Wasserkühler hat der M21 mit Turbolader noch einen Motorölkühler. Der elektrische Anlasser leistet 2200 W. Der Generator wird wie die Wasserpumpe über einen Keilriemen angetrieben. Die Servolenkungspumpe hat einen separaten Keilriemen.

## Technische Daten

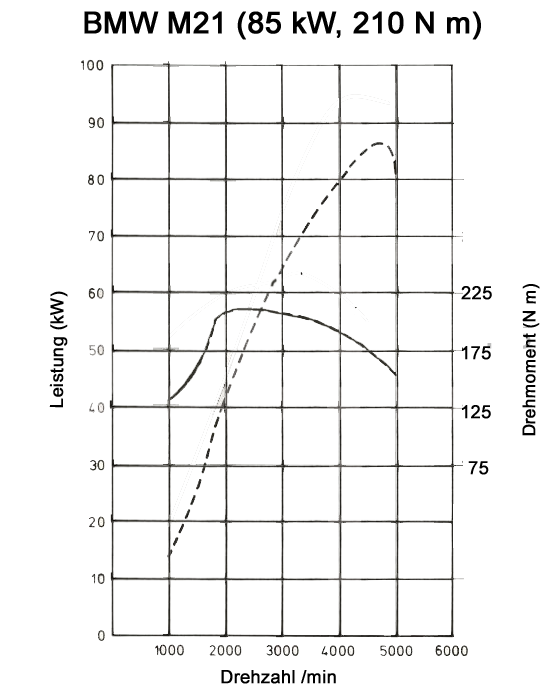
Drehmoment- und Leistungsentwicklung BMW M21

| Motor  | Bohrung × Hub | Hubraum  | Leistung           | Drehmoment           | Spezifischer Verbrauch | Höchstdrehzahl | Verdichtung | Motoraufladung | Motorsteuerung | Produktionszeitraum |
| ------ | ------------- | -------- | ------------------ | -------------------- | ---------------------- | -------------- | ----------- | -------------- | -------------- | ------------------- |
| M21D24 | 80 × 81 mm    | 2443 cm³ | 85 kW bei 4800/min | 210 N·m bei 2400/min | 270 g/kW·h             | 5300/min       | 22:1        | Turbolader     | Mechanisch     | 09.1983–08.1987     |
| M21D24 | 80 × 81 mm    | 2443 cm³ | 85 kW bei 4800/min | 220 N·m bei 2400/min |                        | 5300/min       | 22:1        | Turbolader     | Bosch EDC      | 1987–1992           |
| M21D24 | 80 × 81 mm    | 2443 cm³ | 63 kW bei 4600/min | 152 N·m bei 2500/min |                        | 5150/min       | 22:1        | –              | Mechanisch     | 09.1985–08.1987     |
| M21D24 | 80 × 81 mm    | 2443 cm³ |                    |                      |                        |                |             | –              | Bosch EDC      | 1989–1992           |

## Betriebsflüssigkeiten
Der M21 ist für den Betrieb mit Dieselkraftstoff nach DIN 51601 mit einer Mindestcetanzahl von 45 ausgelegt. Marine-Diesel und Heizöl sind nicht als Kraftstoffe geeignet. Im Ausnahmefall kann auch Kraftstoff mit einer niedrigeren Cetanzahl als 45 verwendet werden, in solchen Fällen soll aber eine Dauervolllast des Motors vermieden werden. Es soll Motoröl der API-Spezifikation CD verwendet werden.

## Kritik
Die Redaktion von auto motor und sport urteilte positiv über den M21:

„…zu begeistern vermag nicht nur die kontinuierliche Kraftentfaltung und das für Diesel-Verhältnisse herzerfrischende Temperament des jüngsten BMW-Sprosses, sondern vielmehr die Tatsache, dass in puncto Geräuschemission und Laufkultur gegenüber den benzingetriebenen BMW-Sechszylindern kaum Abstriche zu machen sind“

Andreas Borchmann kritisierte 1986 den M21-Saugmotor im BMW E28 eher negativ:

„Die Benzinmotoren von BMW gehören zum Feinsten. Das läßt sich vom Dieselmotor nur bedingt behaupten. Was schon im kompakten 3er nicht den temperamentvollsten Eindruck hinterläßt, kann im 155 Kilo schwereren 5er eben nicht besser abschneiden. Tatsächlich setzt sich der Münchener recht zäh in Bewegung. Erstaunlich für einen Diesel: Der Sechszylinder ist durchzugsschwach. Unter 3000 Touren tut sich nicht viel. Deshalb muss er oft geschaltet werden, um halbwegs flott im Verkehr mitzuschwimmen. Die positive Seite des Sechszylinder-Diesels: Er bleibt auch bei hohen Drehzahlen recht leise. In dieser Disziplin gehört der BMW-Motor zur Diesel-Spitze.“

## Anwendungen
- BMW E28 (524td, 524d)
- BMW E30 (324td, 324d)
- BMW E34 (524td)
- Bertone Freeclimber 6td
- Vixen 21 TD
- Lincoln Continental Mk VII[27]
- Rayton Fissore Magnum